# Großsteingrab Lütjensee
Das Großsteingrab Lütjensee war eine megalithische Grabanlage der jungsteinzeitlichen Nordgruppe der Trichterbecherkultur bei Lütjensee im Kreis Stormarn in Schleswig-Holstein. Es trägt die Fundplatznummer Lütjensee LA 18.

## Lage
Das Grab befand sich auf einer Geländekuppe in einer Moorniederung.

## Forschungsgeschichte
Das Grab wurde um oder nach 1900 zerstört. Ernst-Walter Bötel führte an seinem Standort 1948 eine Feldbegehung durch. Hans Hingst publizierte das Grab erstmals in der 1959 erschienenen Monografie zur Vorgeschichte des Kreises Stormarn.

## Beschreibung
Die Anlage besaß eine rechteckige Grabkammer aus Findlingen. Auch ein Deckstein soll um 1900 noch vorhanden gewesen sein. Zur Orientierung und den Maßen liegen keine Angaben vor. Bötel stellte bei seiner Untersuchung noch Bruchstücke der zerschlagenen Findlinge sowie weitere kleinere Steine vor.
Hingst erwähnt unter der Fundplatznummer Lütjensee LA 8 noch ein zweites zerstörtes Steingrab. Aufgrund seiner geringen Größe und der Verwendung von Steinplatten anstatt Findlingen dürfte es sich bei diesem aber eher um eine Steinkiste als ein Großsteingrab gehandelt haben.